# Vijftig dwaasheden
Vijftig dwaasheden. Beleefd en verteld is de in 1940 gepubliceerde, eerste bundeling cursiefjes van Simon Carmiggelt. Het boek bevat een selectie van het beste uit Carmiggelts rubriek Kleinigheden, die vanaf 1936 drie keer per week in de Haagse krant Vooruit verscheen. Na de oorlog, in 1946, verscheen een aangevulde heruitgave onder de titel Honderd dwaasheden.

## Ontstaansgeschiedenis
Frederic von Eugen, de adjunct-directeur van De Arbeiderspers was de rubriek Kleinigheden opgevallen, die sinds 1936 drie keer per week verscheen in de Haagse Vooruit, een krant van die uitgeverij. Omdat het destijds gebruikelijk was bijdragen niet te ondertekenen, liet hij informeren wie de auteur was en nam toen contact met Carmiggelt op over een bundeling van de beste Kleinigheden.
'Mij trof al direct het vermogen om met weinig woorden, vaak met een enkele zin, de atmosfeer en de omgeving te schetsen, waarin de dan volgende gebeurtenis uit het dagelijks leven zich afspeelde. Meesterlijk!' Carmiggelt was evenwel tevreden met de manier waarop hij zich in de krant kon uiten en was niet makkelijk voor het idee te winnen, ook omdat hij meende dat zijn werk onvoldoende formaat voor een boekuitgave had. 'Ik heb daarop,' aldus Von Eugen, 'voor mijn opvatting gevochten en uiteindelijk mijn zin gekregen, waarschijnlijk omdat ik zo vasthoudend was en hij van het gezanik af wilde zijn. Toch had ik niet de zekerheid dat ik hem overtuigd had.' Carmiggelt stelde een zorgvuldige selectie samen.

## Boekontwerp
Carmiggelt had eigen ideeën over de uiterlijke verzorging van zijn eerste boek. In navolging van de bundels van Alfred Polgar stond hem een gebonden boek met een plat ruggetje voor ogen, maar dan met een omslag van zijn vriend Jan Roëde. Deze leverde een ontwerp met een belettering en poppetjes die een imitatie waren van de door hem bewonderde tekenaar Jo Spier.

## Inhoud
Carmiggelt begon met zijn rubriek Kleinigheden op maandag 9 maart 1936 met een inleidende aflevering, waarin hij uiteenzette wat het karakter van de rubriek zou zijn.
'Maar tussen het kleine nieuws en het bepaald onvermeldbare ligt een avonturenrijk niemandsland, dat wij in deze rubriek willen betreden. In de goede stad Den Haag gebeurt zoveel, dat geen aanleiding kan zijn tot droge berichtgeving, maar dat toch te aardig is om geheel onbesproken te blijven.' Het ging hem om kleine voorvalletjes op straat, in de tram of het café. Ook de lezer kon meedoen: 'Ook u zult ze tegenkomen, de kleinigheden voor deze rubriek, en wij zullen u dankbaar zijn, als u ze ons even mededeelt.' Biografen Sylvia Witteman en Thomas van den Bergh omschrijven de rubriek dan ook als 'vingeroefeningen voor de latere Kronkels'.

## Oplage
Kort voor de oorlog verscheen het boekje in een oplage van drieduizend exemplaren, die volgens biograaf Henk van Gelder 'na de oorlog allemaal verdwenen waren.' Volgens biografen Witteman en Van den Bergh was de uitgave gewoon 'snel uitverkocht' en daarmee 'een groot succes'.

## Receptie
Carmiggelts debuut werd slechts hier en daar besproken, en dan nog met een wisselend oordeel. Sommige critici vonden het flauw, flets en te luchtig. Het Algemeen Handelsblad was echter zeer ingenomen met het boekje: 'Carmiggelt weet zelfs een "drooge" situatie dermate komisch voor te stellen, dat men schatert. Daarbij - zeldzaam verschijnsel in de loopende-band journalistiek - heeft hij een uitstekend verzorgden stijl van aristocratische allure.'

## Selectie in bloemlezing
In 1983 stelde Carmiggelt een bloemlezing samen uit al zijn bundels, Mag 't een ietsje meer zijn? Uit Vijftig dwaasheden koos hij drie verhalen: 'Het etentje', 'Reclassering', 'Een van vroeger'.